# Deckglas

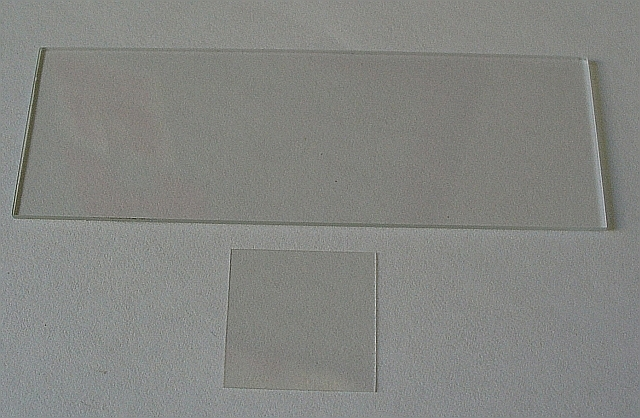
Ein quadratisches Deckglas vor einem rechteckigen Objektträger.

Ein Deckglas ist ein etwa 100 bis 200 µm dünnes, quadratisches (häufig 18 mm × 18 mm), rechteckiges oder rundes Glasplättchen. Es wird in der Lichtmikroskopie zum Abdecken von Präparaten verwendet. Bei wässrigen Präparaten kann es Austrocknung verzögern. Wichtig ist, dass eine glatte optische Oberfläche entsteht, durch die Lichtstrahlen ohne unberechenbare Ablenkung hindurchtreten können. Bei der Verwendung von Immersionsöl in der hochauflösenden Mikroskopie verhindert es eine Vermischung des Immersionsöls mit dem Präparat.
Viele mikroskopische Präparate sind aus einem einen Millimeter dicken Objektträger, dem zu beobachtenden Objekt selbst (häufig in einem umgebenden Medium wie Wasser oder Glycerin) und einem Deckglas aufgebaut, welches das Objekt abdeckt. Der Begriff „Deckglas“ hat sich aber insoweit verselbständigt, als Glasplättchen ähnlicher Dicke auch dann so bezeichnet werden, wenn sie nicht zum Abdecken verwendet werden, etwa wenn Zellen direkt auf Deckgläsern wachsen, um diese in einer entsprechenden Zellkultur-Kammer von unten mit einem Mikroskop umgekehrter Bauform (inverses Mikroskop) zu beobachten.
Das Deckglas ist Teil des optischen Abbildungsstrahlengangs und muss daher bei der Konstruktion des Objektivs berücksichtigt werden. Bei Objektiven, die für die Benutzung mit Deckglas berechnet wurden, leidet daher die Abbildungsqualität, wenn sie ohne Deckglas eingesetzt werden (und umgekehrt). Bis zu einer numerischen Apertur von 0,30 können Objektive jedoch üblicherweise sowohl mit als auch ohne Deckglas verwendet werden; Objektive für Öl-Immersion sogar bis zu einer numerischen Apertur von 1,25. Bei größeren numerischen Aperturen erzeugen eine falsche Dicke oder Brechungsindex des Deckglases Abbildungsfehler. Es tritt verstärkt sphärische Aberration auf. Objektive werden üblicherweise für Deckgläser der Dicke 0,17 mm und dem Brechungsindex {\displaystyle n_{\text{e}}=1{,}5255} hergestellt. Es sind jedoch auch Deckgläser anderer Dicken verbreitet. Für hochauflösende Mikroskopie muss entweder das richtige Deckglas bei der Probenpräparation oder ein Objektiv mit Deckglasdicken-Korrekturring verwendet werden (z. B. C-Apochromat 40x/1,2W Korr für Deckglasdicken zwischen 0,14 mm und 0,18 mm).